# Warren Austin
Warren Robinson Austin (Highgate, 12 de noviembre de 1877-Burlington, 25 de diciembre de 1962) fue un abogado y político estadounidense, que se desempeñó como senador por el estado de Vermont y embajador ante las Naciones Unidas.

## Biografía

### Primeros años
Nacido en Highgate, asistió a escuelas locales y la Academia Brigham de Bakersfield y también estudió francés en Quebec. Se graduó de la Universidad de Vermont en 1899. Luego estudió abogacía con su padre, y en 1902 comenzó a ejercer la profesión junto a él.

### Carrera temprana
En 1904 fue elegido Fiscal del Estado del condado de Franklin, un cargo que ocupó durante dos años.
Fue presidente de la Convención Estatal del Partido Republicano de Vermont en 1908 y alcalde de St. Albans de 1909 a 1910.
Se desempeñó como comisionado de la Corte de Apelaciones del Segundo Circuito de los Estados Unidos desde 1907 hasta 1915. En 1912, formó parte de la Comisión de Ensayo para la Casa de Moneda de los Estados Unidos, que revisó las operaciones de la Casa de la Moneda al examinar y probar el peso y la finura de las monedas.
En 1914 fue nombrado administrador de la Universidad de Vermont, cargo que mantuvo hasta 1941.
De 1916 a 1917, ejerció ante el Tribunal de los Estados Unidos para China (situado en la Concesión Internacional de Shanghái) como representante de American International Corporation y de Siems-Carey Railway & Canal Company. En 1917, se mudó a Burlington, donde continuó ejerciendo la abogacía.

### Senado
Fue elegido para el Senado el 31 de marzo de 1931, derrotando al senador Frank C. Partridge en la elección especial para completar el mandato del fallecido Frank L. Greene. Austin tomó su banca al día siguiente y ganó la reelección en 1934 y 1940.
En el Senado, se opuso al New Deal pero defendió las causas internacionalistas, apoyando al presidente Franklin D. Roosevelt en temas como la ley de Préstamo y Arriendo. Se convirtió en líder de la minoría en el Senado en 1939, ocupando el cargo hasta 1942. En 1943 se convirtió en miembro de la Comisión de Relaciones Exteriores.
Renunció a su banca en el Senado el 2 de agosto de 1946 para asumir el cargo de embajador de los Estados Unidos ante las Naciones Unidas. En el Senado, fue sucedido por Ralph E. Flanders.

### Naciones Unidas

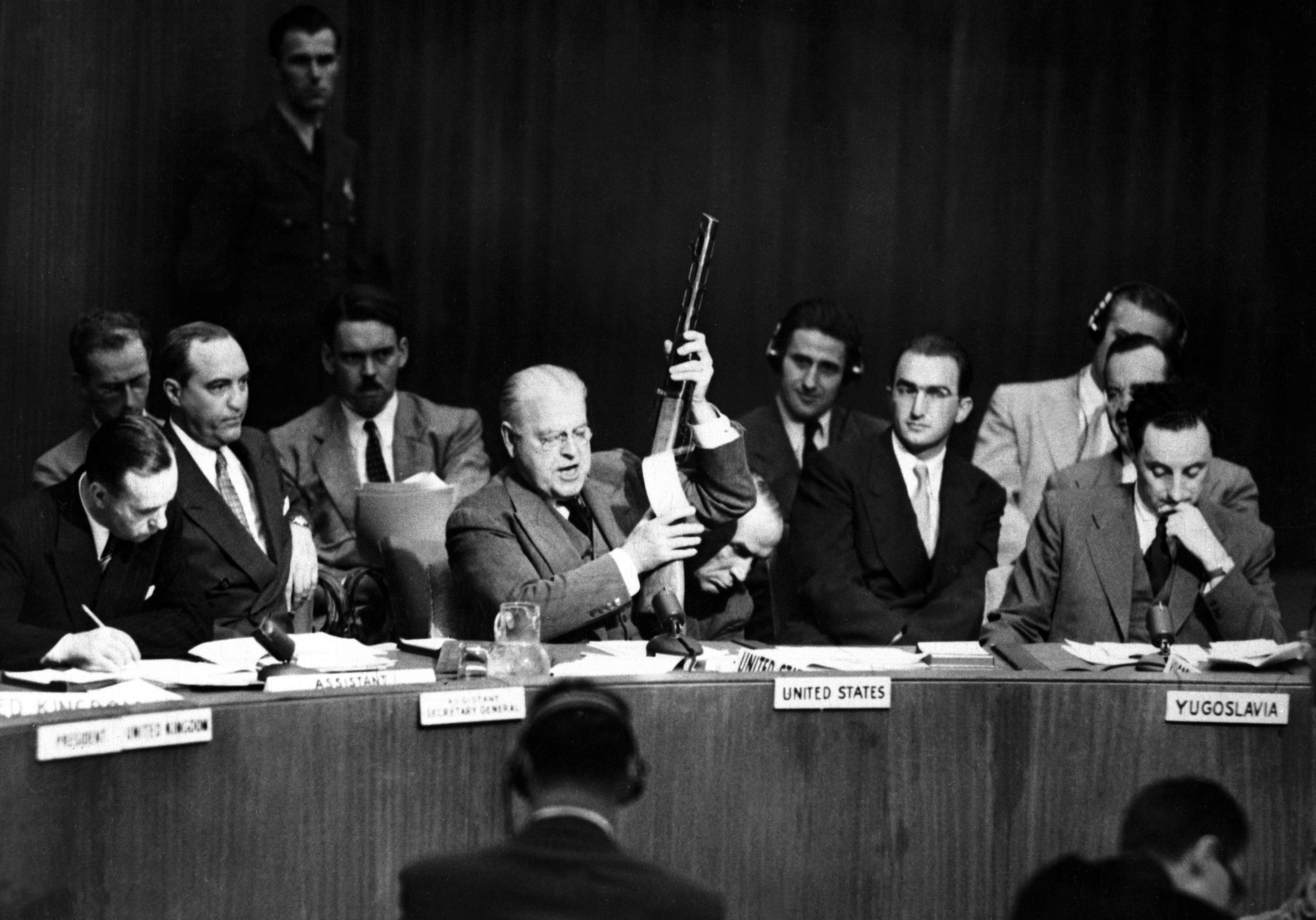
Austin muestra una ametralladora de fabricación soviética al Consejo de Seguridad de las Naciones Unidas durante la guerra de Corea.

En junio de 1946, el presidente Harry S. Truman nominó a Austin para ser embajador ante las Naciones Unidas. Debido a la disposición en la Constitución de los Estados Unidos, no pudo asumir el cargo hasta enero de 1947. Como resultado, Truman lo nombró como representante especial del presidente y asesor del embajador Herschel Johnson.
Cuando asumió el cargo en enero de 1947, fue el primer embajador oficial de los Estados Unidos ante las Naciones Unidas (Edward Stettinius, Jr. y Johnson habían sido representantes en la Conferencia de las Naciones Unidas sobre Organización Internacional, que creó a la Organización de las Naciones Unidas).
Fue una figura clave al inicio de la Guerra Fría. Durante su desempeño en el cargo, participó en la partición de Palestina y en la división de la India y Pakistán. Durante la guerra de Corea, se hizo conocido internacionalmente por su defensa de las posiciones del Bloque Occidental.
Se retiró en enero de 1953, después de ser reemplazado por Henry Cabot Lodge, Jr. al inicio de la administración Eisenhower.

### Últimos años
En octubre de 1956 sufrió un derrame cerebral. Falleció en Burlington el 25 de diciembre de 1962. Está enterrado en el cementerio Lakeview en dicha ciudad.